# The Damned Utd
The Damned Utd es una novela, del autor británico David Peace, basada en la vida del entrenador inglés Brian Clough y sus desvaríos en los 44 días que estuvo como entrenador del club de fútbol Leeds United en 1974.

## Adaptación al cine
El libro fue adaptado al cine en 2009 con la película The Damned United en la que el papel de Clough es protagonizado por el actor galés Michael Sheen.